# Dichromodes mesogonia
Dichromodes mesogonia là một loài bướm đêm trong họ Geometridae.